# Obo
En obo er et musikinstrument i træblæserfamilien med dobbelt rørblad. Ordet stammer fra det franske Hautbois (højt træ eller højt træblæseinstrument) og kaldtes tidligere Hobo på dansk. 
Instrumentet er udviklet omkring 1650-90 af skalmejen, der havde dobbelt rørblad, men uden at rørbladet var i direkte kontakt med musikerens læber. 
Oboen har ikke et mundstykke som klarinetten eller saxofonen, men i stedet to tynde træstykker, bundet sammen med tråd, på en hul stift. På den måde ligner oboen fagotten.
De fleste oboer er fremstillet af grenadille, men også af andre sorter af dalbergia-træer. Nogle oboer er af plastic (syntetisk harpiks).
Oboen er karakteriseret ved en sart, lidt nasal og gennemtrængende klang. Det gør oboen velegnet til at stemme de andre instrumenter efter i et orkester.
Oboen er beslægtet med engelskhornet, der er noget større og er stemt en kvint dybere.
En musiker, der spiller obo, hedder en oboist. 
Orkestrer stemmer typisk efter oboens koncert-A. Intonation på oboen foregår ved at skifte position på bladet i instrumentet og at ændre embouchuren. 
Oboen er et ikke-transponerende instrument.

## Den klassiske obo
Den klassiske periode formede en obo, hvis rør blev gradvist smallere og instrumentet blev udstyret med flere klapper, blandt dem var der knapper til C#, F og G#. Det smallere rør tillod, at spille de høje toner, og komponister begyndte oftere at bruge oboens øvre spillegrænse i deres værker. Pga. det var oboens betydning i den klassiske æra bredere end i barokværkerne. Den klassiske obo rækker fra nøglehuls-c’et til f’et i tredje oktav, selv om nogle tyske og østrigske oboer kunne spille et halvt trin lavere.

## Den moderne obo
Oboen blev videreudviklet i det 19. århundrede af Triebert-familien fra Paris. De brugte den bøhmiske fløjte som inspiration. William Triebert (Guillaume Triebert) og hans sønner, Charles & Frederic, udviklede en række voksende komplekse funktionelle systemer. En variant, der havde store huller, den bøhmiske obo, blev normalt kun brugt i forskellige militærorkestre i Europa i det 20. århundrede. 
F. Lorée fra Paris udviklede yderligere til det moderne instrument. Mindre forbedringer til røret og klapperne er løbende blevet tilføjet op gennem det 20. århundrede, men der har ikke været en grundlæggende forandring af de generelle karakteristika af instrumentet. 